# Plejády (mytologie)

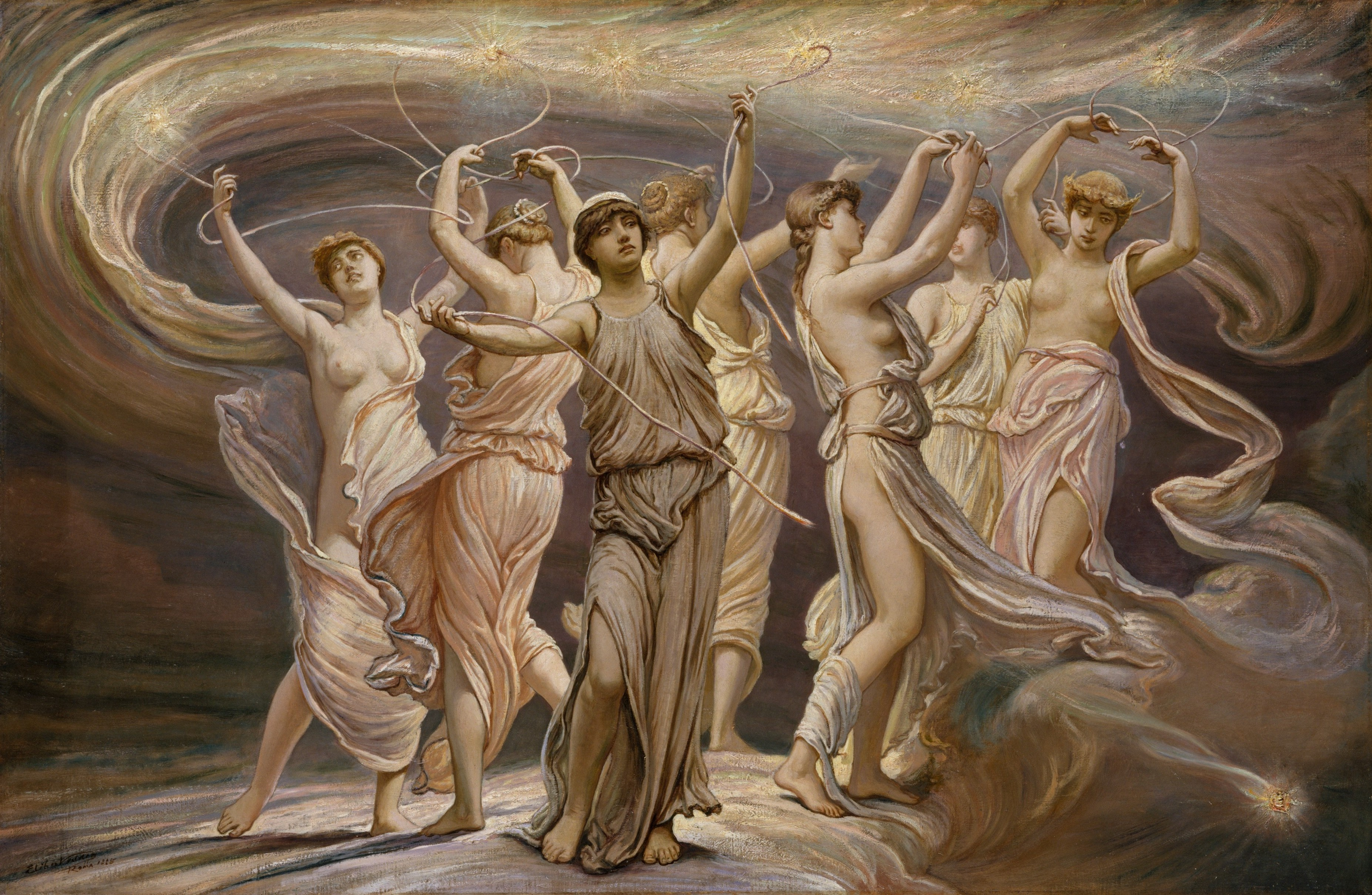
Plejády, olej na plátně, Elihu Vedder (1885)

Plejády (řecky Πλειάδες Pleiades, latinsky Pleiades, česky též nazývané Kuřátka) jsou v řecké mytologii bohyně, které se promě̟nily ve hvězdokupu. Byly dcerami Titána Atlanta a Pléioné, dcery Titána Ókeana.
Jsou průvodkyněmi bohyně Artemidy. Jsou krásné, a proto je milostně pronásledovali muži. Před Óríónem prchaly, až se bohové slitovali, proměnili je v holubice a poté je vyzvedli na oblohu jako hvězdy; Plejády září v souhvězdí Býka.
Plejády byly sestry, uvádí se sedm jmen:
- Máia – matka Hermova, kterého zplodila s Diem,
- Élektra – matka Dardanova, kterého zplodila s Diem,
- Taygeté – rovněž o ni Zeus usiloval, Artemis ji chtěla ochránit a proměnila ji v psa, Zeus se jí však přesto zmocnil a ona porodila Lakedaimóna. Poté se oběsila,
- Alkyoné,
- Kelainó,
- Steropé,
- Meropé – jediná z Plejád nebyla nesmrtelná; byla manželkou krále Sisyfa.

Sestrami Plejád jsou Hyády.
Postavení Plejád a jejich světlo na obloze byly důležité pro námořníky – v květnu vycházely, začínala doba příznivá pro plavbu a žně. Když koncem října zapadaly, začínalo období mořských bouří a rolníkům čas nové setby.
Uvádí se, že dvě z hvězd mají velice slabé světlo – Meropé se stydí, že jako jediná ze sester se stala manželkou pouhého smrtelníka, a Élektra ze žalu nad zkázou Tróje.
O otevřené hvězdokupě Plejády viz článek Plejády.